# Okuyama Musashi
Musashi Okuyama (sinh ngày 15 tháng 5 năm 1991) là một cầu thủ bóng đá người Nhật Bản.

## Sự nghiệp câu lạc bộ
Musashi Okuyama đã từng chơi cho Albirex Niigata, Albirex Niigata Singapore và Southern Myanmar United.